# دوغلاس إس بي دي دونتليس
دوغلاس إس بي دي دونتليس كانت طائرة استطلاع وقاذفة انقضاضية خلال الحرب العالمية الثانية، خدمت في البحرية الأمريكية، وهي من صناعة دوغلاس إيركرافت في الفترة من 1940 حتى 1944.